# Alon Abutbul
Pour les articles homonymes, voir Abutbul.
Alon Moni Abutbul (en hébreu : אלון מוני אבוטבול) est un acteur israélien, né le 28 mai 1965 à Kiryat-Ata dans le district de Haïfa et mort le 29 juillet 2025 à la plage Habonim, près de Haïfa.

## Biographie
En 2005, Alon Abutbul est élu 158e plus grand Israélien de tous les temps, dans un sondage réalisé par le site d'information israélien Ynet pour déterminer qui le grand public considère comme les 200 plus grands Israéliens.
En 2007, Alon Abutbul participe à la troisième saison de l'émission Rokdim Im Kokhavim, la version israélienne de Danse avec les stars.
Alon Abutbul est connu pour son rôle du Dr Leonid Pavel dans le film The Dark Knight Rises de Christopher Nolan, sorti en 2012.
En décembre 2013, Alon Abutbul remporte le Prix IFFI du meilleur acteur (homme) (en), au 44e Festival international du film indien.
Alon Abutbul meurt le 29 juillet 2025 à l’âge de 60 ans.

## Filmographie

### Cinéma
- 1980 : Morning Star (he) d’Akiva Barkin (he)
- 1983 : Hapnimiyah (he) de Yeud Levanon (he)
- 1986 : Shtei Etzbaot Mi'Tzidon (he) d’Eli Cohen (acteur) (en) : Georgie
- 1986 : Bar 51 d’Amos Guttman (en) : Aranjuez
- 1986 : Parole d'officier (Every Time We Say Goodbye) de Moshé Mizrahi : Joseph
- 1986 : Malkat Hakitah (he) d’Isaac Zepel Yeshurun (he)
- 1986 : Kol Ahuvatai (he) de Yohanan Weller
- 1986 : House Committe Rivalry (he)
- 1987 : Photo Roman (he)
- 1988 : A Place by the Sea
- 1988 : Rambo 3 : Nissem
- 1989 : One of Us (en) : Yotam
- 1989 : Streets of Yesterday (he) : Amin Khalidi
- 1991 : Dans les griffes du crime (uk) (Killing Streets) : Abdel
- 1992 : Roked Al Hahof (רוקד על החוף)
- 1993 : The Heritage (he)
- 1993 : Évasion mortelle (Deadly Heroes) : Patrick
- 1995 : Planet Blue (he) : Mulli
- 1995 : La Fièvre de Pâques (he) : Nethanel
- 1996 : Marco Polo: The Missing Chapter (cy) : Aris
- 1996 : Ha-Khetzi HaSheni : Avi
- 1997 : Sipurim Kzarim Al Ahava (Short Stories About Love)
- 1997 : Love in the First Degree (he)
- 1997 : Itha L'Netza
- 1997 : Campaign
- 1998 : Gentila (he) : Shoshana
- 1999 : Ahava Mimabat Sheni (en)
- 2001 : Mars Turkey (he) : Reuven Shechter
- 2001 : A Five Minute Walk (he)
- 2001 : The Order : Avram
- 2003 : Nina's Tragedies : Avinoam
- 2003 : InSight : Hagai
- 2005 : Munich : Soldat
- 2006 : The Belly Dancer (he) : Goldy
- 2007 : Beaufort : Kimchi
- 2007 : Noodle (en) : Izzy Sason
- 2007 : Only Dogs Run Free (he) (Wild Dogs)
- 2008 : Bruriah (he) : Hemi
- 2008 : Les Sept Jours : Itamar Ohayon
- 2008 : Out of the Blue (he) : Shabtai
- 2008 : Mensonges d'État : Al-Saleem
- 2012 : The Dark Knight Rises : Dr Pavel
- 2012 : The Dealers (he) : Sagi
- 2013 : A Place in Heaven (en)
- 2013 : She Is Coming Home (he) : Zeev
- 2014 : Is That You? (he) : Ronnie
- 2015 : Insurrection (Septembers of Shiraz) de Wayne Blair : Mohsen
- 2016 : La Chute de Londres : Aamir Barkawi
- 2016 : Harmonia : Abraham
- 2016 : Boyka : Un seul deviendra invincible (Boyka: Undisputed) : Zourab
- 2018 : Opération Beyrouth (Beirut) de Brad Anderson : Roni Niv
- 2021 : Lansky d'Eytan Rockaway (en) : Yoram Alroy

### Télévision
- 1994 : Love Hurts (en) (saison 3, épisode 6) : Yosi
- 1998 : Rosa Roth (de) (saison 1, épisode 8) : Uri
- 1998 : Mazal dagim
- 1999 : Egoz : Andre
- 1999-2004 : Shabatot VeHagim (he) : Refael 'Rafi' Mish'ani
- 2005-2006 : Ima'lle (he) : Micky Frankel
- 2009 : Alex Pros and Cons : Noah
- 2009 : Ha-Alufa (he) : Shmuel Shahar
- 2010 : NCIS : Enquêtes spéciales (saison 7, épisode 12) : Prince Omar Ibn Alwaan
- 2010 : Mentalist : Yuri Bajoran
- 2011 : Fringe : Dr Armand Silva
- 2011 : Castle : Fariq Yusef
- 2012 : Shvita (he) : Dani
- 2012 : New York, unité spéciale (saison 14, épisode 4)  : Louis Pappas
- 2012 : Burn Notice : Jabbar Hamady
- 2012 : Homeland : Mike
- 2013 : NCIS : Los Angeles : Naseem Vaziri
- 2013 : Low Winter Sun : Alexander Skelos
- 2014 : Legends : Yuri Medved
- 2014 : The Blacklist : Kiryl Morozov
- 2014 : State of Affairs : Anatoly Simonov
- 2015 : Sirènes : Hefetz
- 2015 : The Leftovers : Viktor
- 2015 : Agent X (en) (2e épisode) : Malik Ahmad
- 2017 : Twin Peaks (saison 3, épisode 13) : Le livreur
- 2017 : Snowfall : Avi Drexler